# Pont de Vaskiluoto
Le pont de Vaskiluoto (finnois : Vaskiluodon silta) est un pont routier à Vaasa en Finlande.

## Présentation
Le pont de Vaskiluoto est un double pont entre le centre-ville de Vaasa et l'île de Vaskiluoto. 
Le pont, traversé par la route régionale 6741 qui s'appelle aussi route bleue a cet endroit, mène au port de Vaasa. 
Le pont de Vaskiluoto a été construit par Andament Oy de Kalajoki. Le contrat d'Andament comprenait la démolition du pont existant à Vaskiluoto et la construction de deux ponts à sa place. 
La capacité de charge du pont est passée à 600 tonnes.
Le contrat a compris environ 350 mètres de murs de soutènement recouverts de carrelage en granite rouge. 
Un peu plus de 400 mètres de bordures massives faisant office de garde-corps ont été installés. 
Le pont Vaskiluoto et la route bleue ont été choisis comme réalisation de technologie municipale en Finlande en 2014.